# John Crenshaw
John Hart Crenshaw (19 de noviembre de 1797 - 4 de 
diciembre de 1871) fue un terrateniente estadounidense, fabricante de sal y comerciante de esclavos, con sede en el condado de Gallatin, Illinois.
También es el tatarabuelo del asesino y presunto asesino en serie Joe Ball, también conocido como "El hombre caimán".

## Comerciante de esclavos
Aunque Illinois era un estado libre, Crenshaw alquiló al gobierno la fábrica de sal de la cercana Equality, Illinois, que permitía el uso de esclavos para el arduo trabajo de transportar y hervir agua salobre para producir sal. Se cree que Crenshaw estaba implicado en el secuestro y la venta de ciudadanos negros libres en los estados libres como esclavos en el sur, un comercio enormemente rentable que posteriormente se conoció como el Ferrocarril Subterráneo Inverso. Crenshaw fue procesado en dos ocasiones por secuestro, pero nunca fue condenado.
Debido a que Crenshaw mantenía esclavos y secuestraba a negros libres, que luego eran sometidos a la esclavitud, su casa pasó a ser conocida popularmente como La Vieja Casa de los Esclavos y se afirma que está embrujada. Las historias de ruidos extraños en el piso superior, procedentes de las víctimas, datan de 1851. A pesar de los relatos que afirman que las habitaciones eran alojamientos para esclavos, las historias de la familia Crenshaw indican una distinción entre los sirvientes de la plantación y los trabajadores del campo, y las víctimas de las actividades criminales de Crenshaw.
Un gran jurado acusó a Crenshaw de secuestro, una vez a mediados de la década de 1820 (se desconoce el resultado) y otra vez en 1842, cuando un jurado de juicio lo absolvió. Las víctimas del caso, Maria Adams y sus siete u ocho hijos, acabaron como esclavos en Texas. En 1828, Crenshaw llevó a Frank Granger y a otras 15 personas río abajo hasta el condado de Tipton, en Tennessee, y los vendió como esclavos. Crenshaw también secuestró a "Lucinda" y a sus hijos en 1828. Ella terminó en el condado de Barren, Kentucky. Las cartas contemporáneas que identifican el papel de Crenshaw respaldan ambos casos. Crenshaw también secuestró a Peter White y a otras tres personas en la década de 1840. Fueron vendidos como esclavos en Arkansas, pero posteriormente fueron rescatados.

## Red Ferroviaria subterránea a la Libertad
En 2004, el Servicio de Parques Nacionales nombró a la mansión Crenshaw, denominada "The Old Slave House" ("La Vieja Casa de Esclavo"), como parte del programa Underground Railroad Network to Freedom para reconocer su importancia en el "ferrocarril subterráneo inverso" y el papel que desempeñó John Crenshaw al condenar a los negros libres a la esclavitud para obtener beneficios.